# Vinca erecta
Vinca erecta, biljna vrsta iz roda zimzelena, porodica Apocynaceae. Raširena je po Srednjoj Aziji i sjeveroistočnom Afganistanu.
Sadrži indolne alkaloide ajmalin i sarpagin